# 愛美高集團
愛美高集團有限公司，曾在香港交易所上市的香港地產公司，當時於交易所的編號為34。1978年，劉鑾雄和梁英偉創立愛美高風扇廠。
愛美高集團於1983年8月16日上市。大股東劉鑾雄趁股價高峰時悉數放售股份，再於低位時秘密購入狙擊，後獲基金支持，重掌話事權。到了1986年公司收購華人置業43%股權，成為主要股東，並持有中華娛樂置業有限公司10.7%股權。華人置業當時由馮平山和李冠春創立。在1987年，收購保華建築有限公司及中華娛樂策略投資有限公司。到了1988年，業務拓展至國內。在 1989年，旗下五間上市公司透過集團重組後遷冊至百慕達，上市地位亦由新控股公司取代，華人置業、愛美高集團有限公司及中華娛樂置業有限公司成為華人置業、愛美高國際控股有限公司及中華娛樂控股有限公司之全資附屬公司；而保華建築有限公司及中華娛樂策略投資有限公司歸入保華控股有限公司及瑞福控股有限公司；1990年，保華控股有限公司及瑞福控股有限公司合併，成為保華國際控股有限公司。
1992年，保華國際控股有限公司及中華娛樂控股有限公司私有化。而公司最初想將華人置業私有化，但由於小股東反對聲音增加，所以未能成事。在1993年，華人置業與愛美高國際控股有限公司合併，愛美高國際控股有限公司成為華人置業全資附屬公司，將旗下多間上市公司私有化，並整合成為華人置業集團至今。

## 外部連結
- 華人置業集團有限公司 （页面存档备份，存于）